# Casa das Canoas
Casa das Canoas je vlastní obytný dům architekta Oscara Niemeyera, který stojí jihozápadně od centra brazilského města Rio de Janeira v místní části São Conrado. Je zapsán v katalogu moderní architektury mezinárodní organizace Iconic Houses, která sdružuje mimořádná díla světových architektů, architektonicky významné domy, domy umělců a ateliéry z 20. století přístupné veřejnosti jako domovní muzea.

## Historie
Jako svůj druhý rodinný dům jej architekt Niemeyer postavil v roce 1953 podle svého projektu z roku 1951. Vybudoval jej na pozemku velké kávové farmy, kterou vlastnil komendador Conrado Jacob Niemeyer, na cestě spojující pláže „Praias do Vidigal“ se starou pláží „Praia da Gávea“; tato silnice je známá jako „Avenida Niemeyer“.
Dům byl kompletně zrenovován a slouží Niemeyerově nadaci.

## Popis
Vila s bazénem uprostřed tropické zahrady stojí na vrcholu hory s výhledem na záliv. Stavba s originálními zakřivenými formami má dvě poschodí - horní podlaží je společenské, spodní část privátní. Centrem domu je rozlehlý obývací pokoj s prosklenými stěnami. Společně se svou dcerou Anou Marií navrhl Niemeyer vnitřní bytové zařízení.
Téměř všechny architektonické prvky jsou zhotoveny z armovaného betonu. Sloupy nesou vlnící se střechu, která zvýrazňuje tvar domu.
Velký kus žuly ze zahrady volně přechází do obývacího pokoje. Bazén doplňují sochy od Neimeyerova přítele Alfreda Ceschiatti.